# Яны Капу (буксир)
«Яны́ Капу́» (укр. Яни Капу) с 2016 года, при закладке РБ-308, с 1997 года «Красноперекопск» U947 — рейдовый буксир проекта 498 Черноморского флота ВМФ СССР. С 1997 года в составе Военно-морских сил Украины.

## Характеристики
Водоизмещение рейдового буксира «Яны Капу» проекта 498 составляет 303 тонны, длина — 29,3 метра, ширина — 8,3 метра, осадка — 3,9 метра. «Яны Капу» может развить скорость до 11,4 узла (около 21,1 км/ч). Дальность плавания на полном ходу 1650 миль (около 3055 километров). Автономность плавания — до шести суток. Экипаж — шесть человек.
В ВМС Украины на судно было установлено вооружение. «Яны Капу» имеет на вооружении два пулемёта калибра 12,7 мм и навигационную радиолокационную станцию «Донец-2».

## Служба

### ВМФ СССР
Рейдовый буксир «РБ-308» построен в 1974 году на Гороховецком судостроительном заводе (заводской № 318). Вошёл в состав Черноморского флота ВМФ СССР, где являлся единственным буксиром проекта 498. «РБ-308» базировался в посёлке Новоозёрное в заливе Донузлав в составе 171-й группы дивизиона морских и речных судов обеспечения (ДМРСО) Крымской военно-морской базы.

### ВМС Украины

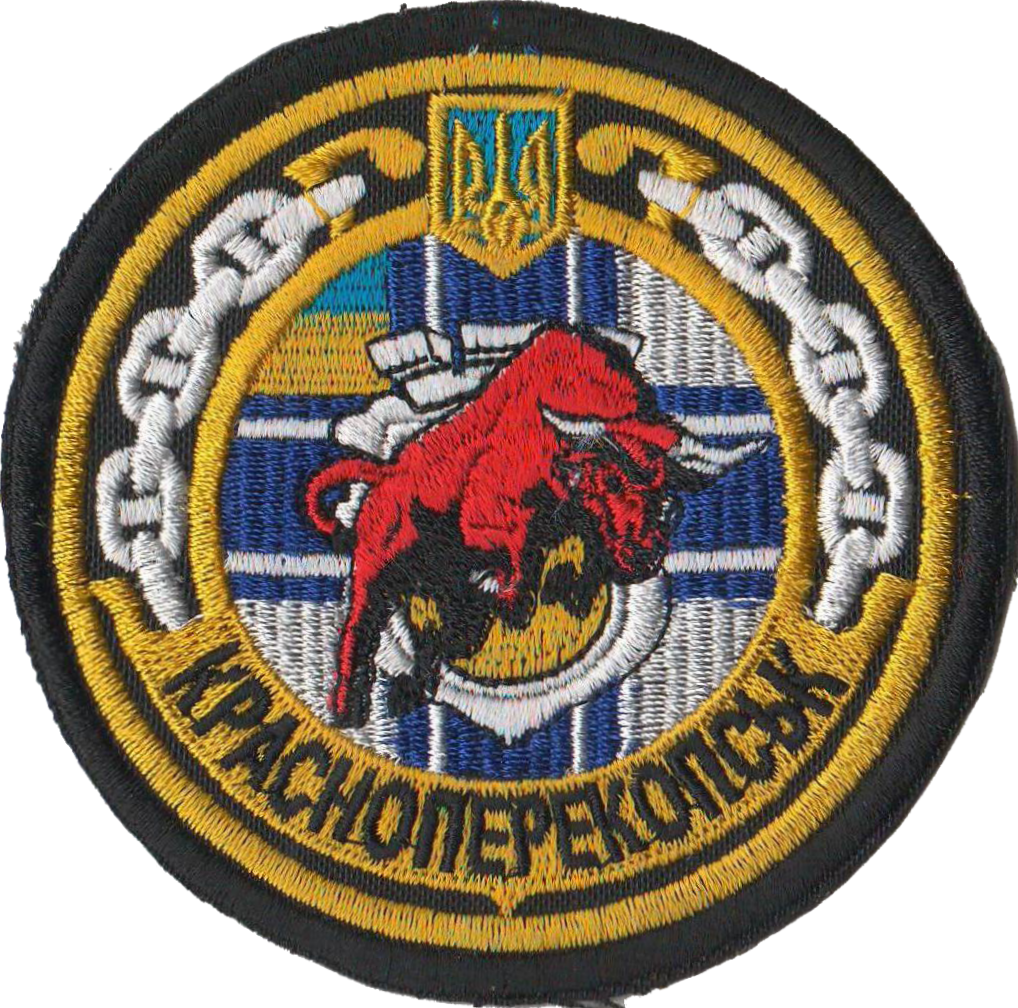
Нарукавный знак буксира «Красноперекопск»

1 августа 1997 года во время раздела Черноморского флота буксир был включён в состав ВМС Украины, получил наименование «Красноперекопск» в честь одноимённого крымского города и бортовой номер U947. «Красноперекопск» занимался обеспечением буксировок и швартованием гражданских судов в Севастополе, тем самым принося финансовую прибыль ВМС Украины. Шефскую помощь буксиру оказывал исполнительный комитет Красноперекопского городского совета.
В августе 2008 года Президент Украины Виктор Ющенко во время войны в Грузии отдал приказ о блокировании выхода российских кораблей из Севастополя. Украинский ракетный катер «Каховка» пытался блокировать вход в бухту Севастополя российскому малому ракетному кораблю «Мираж». Во время манёвров у «Каховки» заглох двигатель и «Красноперекопск» был послан для буксировки катера к берегу. Однако у «Красноперекопска» отсутствовал буксирный конец и ему пришлось отталкивать «Каховку» к берегу.
Во время аннексии Крыма Россией «Красноперекопск» находился в Севастополе и 20 марта 2014 года на нём был поднят российский флаг. 20 мая 2014 года рейдовый буксир покинул Стрелецкую бухту Севастополя и направился в нейтральные воды, где был возвращён ВМС Украины, после чего «Красноперекопск» перешёл в порт города Одесса.
В течение 2015—2016 годов буксир проходил ремонт на предприятии «Судоверфь „Украина“» в Одессе.
В 2016 году в связи с декоммунизацией буксир был переименован в «Яны Капу» (от крымскотат. Yañı Qapı, Янъы Къапы — Новые ворота), в соответствии с названием, которое Верховная Рада Украины дала городу Красноперекопск. Буксиру был присвоен бортовой номер А947.
25 ноября 2018 года «Яны Капу», а также военные катера «Бердянск» и «Никополь» стали участниками вооружённого столкновения с силами Береговой охраны и ВМФ России. В этот день, около 7:00 по московскому времени, данные корабли при подходе к Керченскому проливу были блокированы пограничными кораблями и катерами Береговой охраны при попытке пройти через пролив, так как, по мнению российской стороны, корабли ВМС Украины нарушили правила прохождения Керчь-Еникальского канала (не поставили их в известность о проходе в установленный российскими правилами срок) и незаконно пересекли государственную границу Российской Федерации. Вытесняя украинские корабли из 12-мильной зоны, российский пограничный сторожевой корабль «Дон» совершил навал (бортовое столкновение с минимальными последствиями) на остановившийся буксир «Яны Капу». Все три украинских судна захвачены спецназом РФ. «Дон» в итоге получил повреждения. По сообщению Пресс-центра командования ВМС Украины, был повреждён один из двух главных двигателей, обшивка и леерное ограждение буксира, потерян спасательный плотик.
Позже все три украинских корабля и их экипажи были заняты российским формированием спецназа, трое украинских военнослужащих были ранены. Данный инцидент стал предлогом для введения в 10 областях и территориальном море Украины военного положения.
16 ноября 2019 года газета «Коммерсантъ» сообщила о готовящейся передаче Украине трёх военных кораблей «Яны Капу», «Бердянск» и «Никополь». 17 ноября началась буксировка кораблей от Керченского морского вокзала в открытое море, где их встретили три украинских буксира. Личное оружие украинских моряков, а также оружие, которое было на борту украинских кораблей, рации и судовые документы остались в России в качестве вещественных доказательств в уголовном деле, возбуждённом после инцидента. Передача кораблей состоялась 18 ноября в нейтральных водах Чёрного моря, по информации источника ТАСС, в 30 км от мыса Такиль. По словам командующего Военно-морскими силами Украины Игоря Воронченко, россияне их фактически «угробили»  — демонтировали всё навигационное и радиотехническое оборудование, в частности, радары и американские радиостанции «Харрис» (Harris), намеренно повредили корпуса, сняли плафоны, розетки и унитазы. В ответ на это ФСБ России опубликовала видео, на котором показаны ранее конфискованные украинские корабли, а также процедура их передачи Киеву. На видео ясно видно, что плафоны и унитазы на своих местах.

## Командиры
- Старшина первой статьи Мельничук Олег (2018)[27]